# Ugo Legrand
Ugo Legrand (Mont-Saint-Aignan, 22 de enero de 1989) es un deportista francés que compitió en judo.
Participó en los Juegos Olímpicos de Londres 2012, obteniendo una medalla de bronce en la categoría de –73 kg.
Ganó dos medallas en el Campeonato Mundial de Judo, plata en 2013 y bronce en 2011, y tres medallas en el Campeonato Europeo de Judo entre los años 2010 y 2014.

## Palmarés internacional
| Juegos Olímpicos   | Juegos Olímpicos        | Juegos Olímpicos  | Juegos Olímpicos |
| Año                | Lugar                   | Medalla           | Categoría        |
| ------------------ | ----------------------- | ----------------- | ---------------- |
| 2012               | Londres (Reino Unido)   | Medalla de bronce | –73 kg           |
| Campeonato Mundial |                         |                   |                  |
| Año                | Lugar                   | Medalla           | Categoría        |
| 2011               | París (Francia)         | Medalla de bronce | –73 kg           |
| 2013               | Río de Janeiro (Brasil) | Medalla de plata  | –73 kg           |
| Campeonato Europeo |                         |                   |                  |
| Año                | Lugar                   | Medalla           | Categoría        |
| 2010               | Viena (Austria)         | Medalla de bronce | –73 kg           |
| 2012               | Cheliábinsk (Rusia)     | Medalla de oro    | –73 kg           |
| 2014               | Montpellier (Francia)   | Medalla de plata  | –73 kg           |